# Seefelder Straße
Die Seefelder Straße (B 177) ist eine 20,4 km lange Landesstraße im österreichischen Bundesland Tirol. Sie verbindet das Inntal über den Zirler Berg und das Seefelder Plateau mit dem Seefelder Sattel, unter anderem vorbei an Seefeld in Tirol verlaufend, mit Scharnitz und dem Scharnitzpass an der Grenze zu Deutschland. Sie ist Teil der Europastraße 533.

## Verlauf
Die Seefelder Straße verläuft in den Nördlichen Kalkalpen, zwischen den Teilgebirgen Karwendel (max. 2749 m ü. A.) im Osten, Mieminger Gebirge (oder: Mieminger Kette; max. 2768 m) im Westen und Wettersteingebirge (max. 2962 m ü. NHN) im Nordwesten.
Anfangs verläuft die Straße nordwestwärts von der im Inntal liegenden Anschlussstelle Zirl-Ost (ca. 590 m ü. A.) der Inntalautobahn (A 12) erst östlich und dann nördlich vorbei an Zirl (622 m), wonach sie mit maximal 16 % Steigung und nur einer Spitzkehre über die Süd- und Ostflanke des Zirler Bergs (1057 m) führt; dort wird sie auch Zirlerbergstraße genannt. Hiernach verläuft sie durch Leithen (1009 m) nach Reith (1130 m), das sie östlich passiert.
Anschließend führt die ein Stück nach Norden verlaufende Straße östlich vorbei an Auland (1108 m). Dort zweigt von der Seefelder Straße die Landesstraße 36 ab, die durch Seefeld, Mösern und Sagl (beide Gem. Telfs) nach Telfs im Inntal führt. Die Seefelder Straße verläuft weiter über den Seefelder Sattel (1185 m) und passiert Seefeld in Tirol (1180 m), im Osten als Ortsumfahrung. Dort erreicht sie nahe der Anschlussstelle Seefeld Mitte etwas mehr als 1220 m Höhe.
Ab der Anschlussstelle Seefeld Nord verläuft die Straße nordostwärts, durch den Scharnitzer Ortsteil Gießenbach und später durch den Porta-Claudia-Tunnel durch den Berg westlich an Scharnitz (964 m) vorbei, wonach sie den an der österreichisch-deutschen Grenze gelegenen Scharnitzpass (auch Scharnitzer Klause genannt; 955 m) erreicht. Dort geht sie in die deutsche Bundesstraße 2 über, die in Bayern (erst entlang der Isar) nordwärts nach Mittenwald und dann westwärts nach Garmisch-Partenkirchen führt. B 177 und B 2 bilden die kürzeste Straßenverbindung zwischen Innsbruck (Tirol) und Garmisch-Partenkirchen (Bayern).
Etwa parallel zur Seefelder Straße ist die Karwendelbahn angelegt, welche die Straße mehrmals in Rahmen von Brücken kreuzt.

## Geschichte

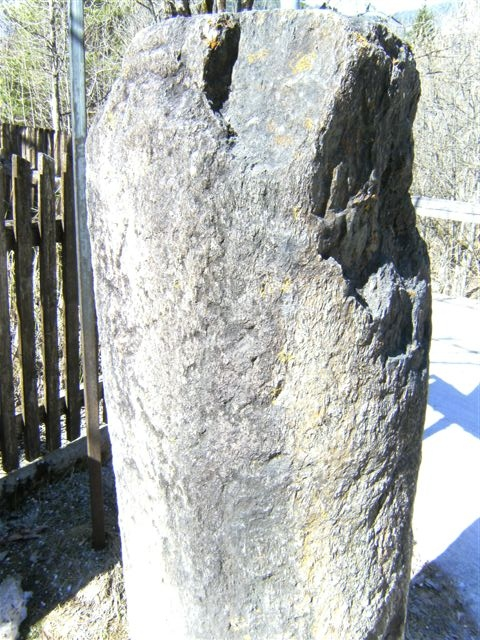
Meilenstein in Reith bei Seefeld

Die Route über den Seefelder Sattel und den Brenner war, unter anderem als eine der Bernsteinstraßen, schon in vorrömischer Zeit als Handelsweg von Bedeutung. Nach der Eroberung des Alpenvorlandes durch Drusus und Tiberius im Jahr 15 v. Chr. wurde über den Brenner (per Alpes Norias) ein Karrenweg angelegt bzw. weiterbenutzt. Die Wege wurden Ende des 2. Jahrhunderts unter Septimius Severus zur Römerstraße ausgebaut und löste als Via Raetia die längere Via Claudia Augusta als Hauptverkehrsroute zwischen Augusta Vindelicum und Oberitalien ab. Die Strecke ist sowohl im Itinerarium Antonini als Route 275 als auch in der Tabula Peutingeriana verzeichnet.
Albert von Stade nutzte den in der Folge Via Romea genannten Pilgerweg 1236 auf dem Rückweg von Rom.
Im Jahr 1332 wurde der Stadt Innsbruck die Erhaltung der Straße „in die Scharnitz“ gegen Wegzoll übertragen.
Vom Mittelalter bis in die Neuzeit war die auch Via Imperii genannte Verbindung zwischen Augsburg bzw. München über Innsbruck nach Verona bzw. Venedig, die auch in den Karten Erhard Etzlaubs verzeichnet ist, als Handelsstraße von überragender Bedeutung. So benutzten um 1430 bereits 6500 Frachtwagen pro Jahr den Weg über Seefeld bzw. 90 % des Landverkehrs zwischen Augsburg und Venedig.
1664 wurde durch Vertrag zwischen dem Grafen Thurn und Taxis und dem bayrischen Kurfürsten Ferdinand Maria ein neuer Postkurs der Reichspost von München über den Seefelder Sattel nach Innsbruck eingerichtet.
Im 18. Jahrhundert hatte sich der Zustand der Straße jedoch so weit verschlechtert, dass vermehrt die Route über Reutte oder durch das Achental genutzt wurde und 1775 die Taxispost über Kufstein und das Inntal geleitet wurde.

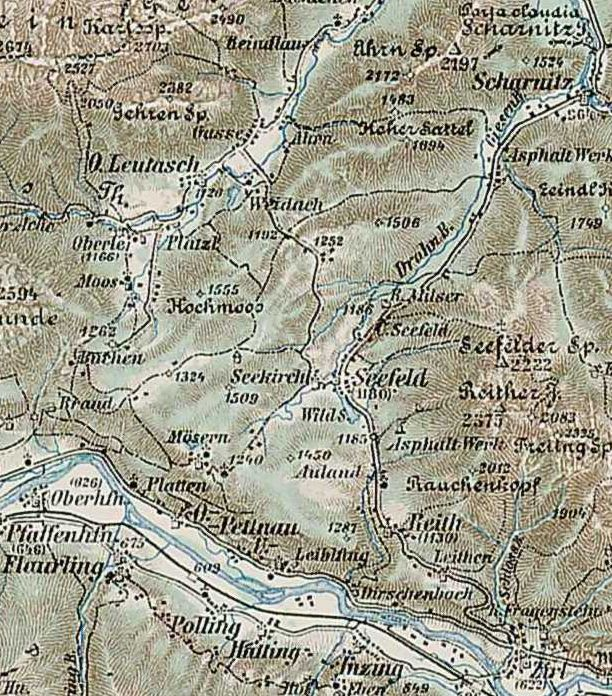
Seefelder Straße in der Generalkarte von 1898/1905

Im Baedeker-Reiseführer von 1855 wird die Streckenführung oberhalb Zirl noch als „ziemlich steil“ beschrieben, „in Krümmungen, durch welche nach den verschiedensten Seiten sich prächtige Aussichten auf das Innthal, die Martinswand und das südliche Gebirge mit seinen Schneefeldern und Gletschern (Stubayer Ferner) öffnen. Auf dem letzten Vorsprung der Straße ein viereckiger Thurm, Trümmer der Burg Fragenstein.“
Durch den Bau der Bahnstrecke zwischen Rosenheim und Innsbruck 1858 sowie der Brennerbahn 1867 verlor die Straße über den Seefelder Sattel weiter an Bedeutung. Mit dem aufkommenden Fremdenverkehr Ende des 19. Jahrhunderts änderte sich dies: im Mai 1891 wurde von der Post eine tägliche Omnibusverbindung von Zirl (seit 1883 Haltestelle der Arlbergbahn) über Seefeld nach Partenkirchen eingerichtet, 1897 kam eine private Linienverbindung hinzu. So fordert das Straßenbauprogramm des Landesamtes für Fremdenverkehrs im Jahr 1902 für die Verbindung Zirl–Seefeld die „Verminderung der größten Steigungen der Reichsstraße behufs Erleichterung des großen Verkehrs und Verhütung der Unglücksfälle“.
Für die Olympischen Winterspiele 1964 wurde eine neue Trasse mit Umfahrungen von Reith, Auland und Seefeld gebaut und 1974 erhielt der Teil nördlich von Seefeld eine flachere Straßenführung, wobei der Schlossberg (Lage) mit dessen Burgruine abgetragen wurde.
Die Scharnitzer Straße gehört zu den einstigen Bundesstraßen, die durch das Bundesgesetz vom 8. Juli 1921 eingerichtet wurden. Bis 1938 wurde die Straße als B 67 bezeichnet, nach dem Anschluss Österreichs an das nationalsozialistische Deutsche Reich wurde sie bis 1945 als Teil der Reichsstraße 2 geführt. Von 1949 bis 1971 wurde sie als B 185 bezeichnet.
Gemäß Bundesstraßengesetz von 1971 sollte die Seefelder Schnellstraße S 13 die Scharnitzer Straße ersetzen. Diese Schnellstraße wurde jedoch nicht gebaut, weshalb am 1. April 1983 die neue Bundesstraße 177 zwischen Innsbruck und Scharnitz eingerichtet wurde, die Seefelder Straße heißt. Seit 1. April 2002 steht sie als Straße mit Vorrang unter Landesverwaltung, wobei sie das „B“ der Straßenbezeichnung weiterhin führt, nicht aber die Bezeichnung „Bundesstraße“.

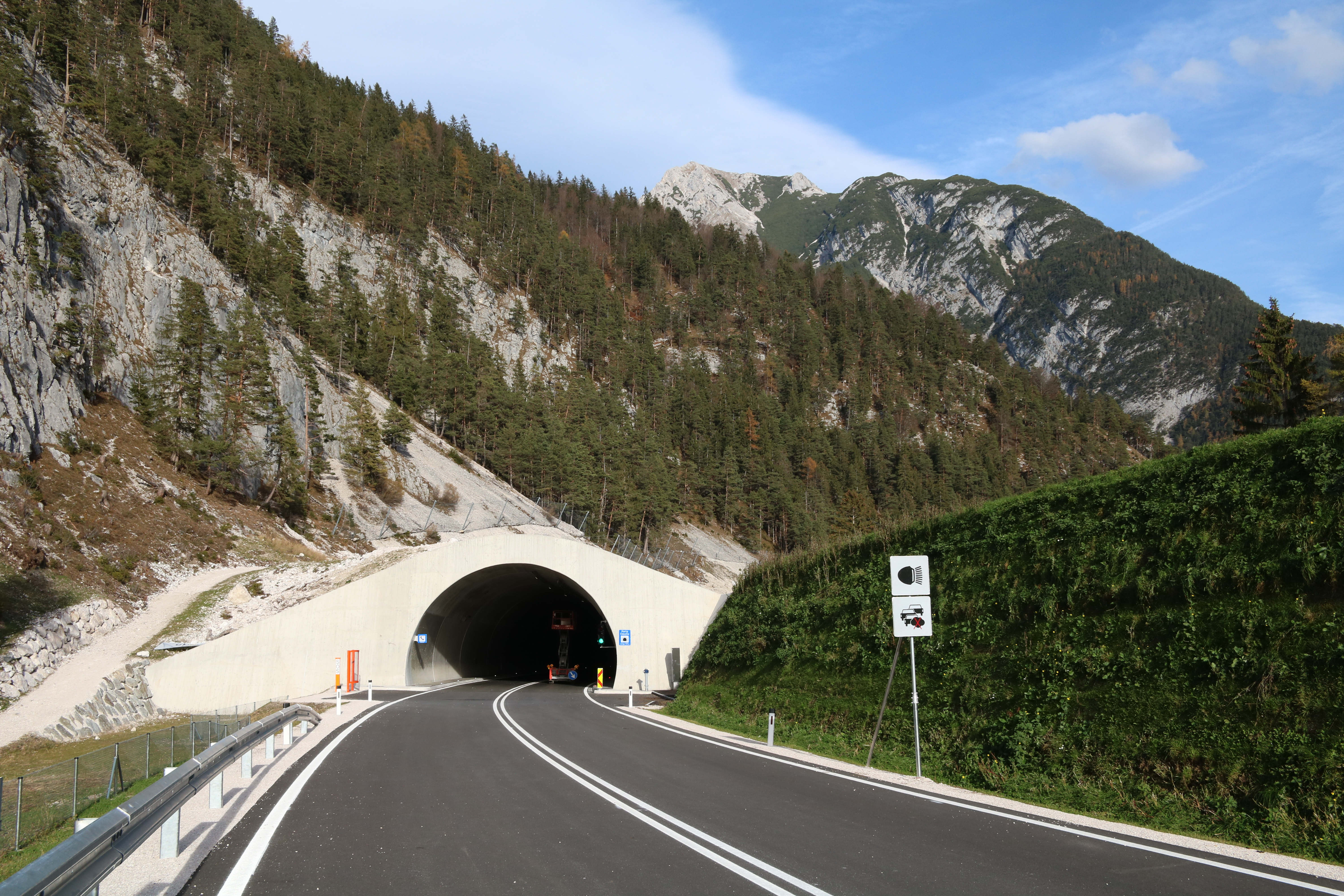
Porta-Claudia-Tunnel Südportal (November 2018)

Zur Ortsumgehung von Scharnitz, dessen Ortskern an Spitzentagen von 18.000 Fahrzeugen passiert wurde, wurde der 959 Meter lange und 19 Millionen Euro teure Porta-Claudia-Tunnel errichtet; der Durchschlag erfolgte im Dezember 2016. Am 10. November 2018 wurde das 34 Millionen Euro teure Projekt feierlich eröffnet.

## Ausbauplanungen
Am Scharnitzpass ist die Seefelder Straße durch die auf der Staatsgrenze liegende Marchklamm an der Westflanke der Brunnensteinspitze lawinengefährdet. Bei entsprechender Schneelage werden Straße (und Eisenbahnstrecke) gesperrt, eine Umfahrung ist über das eng eingeschnittene Tal der Leutascher Ache nach Mittenwald möglich. Zur Abhilfe soll eine Lawinengalerie für 8,5 Millionen Euro gebaut werden.

## Verkehr
Die Seefelder Straße ist zwischen Zirl und Leithen in Nordrichtung (bergauf) für Wohnanhänger mit einem zulässigen Gesamtgewicht von über 750 kg und auf der gesamten Strecke zwischen Zirl und Scharnitz in beiden Richtungen für LKW über 7,5 Tonnen gesperrt, Ziel- und Quellverkehr ist ausgenommen.
1980 passierten durchschnittlich 6144 Fahrzeuge am Tag Scharnitz, 1990 waren es bereits 7457.
Bei der Verkehrszählung im Jahr 2000 wurde für Scharnitz ein Tagesmittel von 6943 Fahrzeugen ermittelt (davon 300 für Güterverkehr und 267 Schwerverkehr), für Reith 9270 (davon Güterverkehr: 650, Schwerverkehr: 408). Spitzentag ist der Sonntag mit 8457 (Scharnitz) bzw. 10.630 Fahrzeugen (Reith).
Im Jahr 2012 lag der Tagesdurchschnitt für Scharnitz bei 7586 Fahrzeugen (davon 348 LKW und 81 Sattelzüge), für Reith bei 10.085.
| Scharnitz/№8038 | …0   | …1   | …2   | …3   | …4   | …5   | …6   | …7   | …8   | …9   |
| --------------- | ---- | ---- | ---- | ---- | ---- | ---- | ---- | ---- | ---- | ---- |
| 1980            | 6144 | 5509 | 5763 | 6023 | 5829 | –    | –    | 6806 | 6832 | 7457 |
| 1990            |      |      |      |      |      | 7297 | 7329 | 7041 | 7158 | –    |
| 2000            | 6943 | 7235 | 7672 | 7911 | 7554 | 7335 | 7133 | 7512 | 7472 | 7695 |
| 2010            | 7807 | 7940 | 7586 | 8083 | 8137 |      |      |      |      |      |